# Hyllie
Hyllie (pronuncia svedese: ˈhʏ̂lːɪɛ) è un quartiere ed ex distretto del comune di Malmö, in Svezia. Si tratta del primo centro urbano che si incontra in Svezia, dopo aver attraversato il Ponte di Øresund provenendo dalla Danimarca.

## Storia
Il quartiere di Hyllie è di recente costruzione, avendo iniziato a svilupparsi a seguito dell'inaugurazione del Ponte sull'Øresund nei primi anni 2000. Precedentemente era una zona prevalentemente rurale, con la sola torre idraulica (inaugurata nel 1973) come infrastruttura degna di rilievo.
Come opere accessorie al ponte verso la Danimarca, la cui apertura ufficiale avvenne il 1º luglio 2000, la zona di Hyllie venne attraversata dalla Strada europea E20 e dalla Ferrovia Øresund. Quest'ultima venne ulteriormente sviluppata con la costruzione, avvenuta tra il 2005 e il 2010, del City Tunnel, un nuovo collegamento ferroviario diretto tra la Stazione di Malmö Centrale e il ponte, passando per le nuove stazioni sotterranee di Triangeln e, per l'appunto, Hyllie.
Queste infrastrutture misero il quartiere al centro di svariati progetti di sviluppo urbanistico, che iniziarono nel 2007 con la costruzione della Malmö Arena, situata nella zona centrale tra la stazione ferroviaria e la storica torre idraulica. Inaugurata nel 2008, l'area ospita le partite casalinghe della squadra di hockey su ghiaccio dei Malmö Redhawks, oltre ad aver ospitato le edizioni dell'Eurovision Song Contest del 2013 e del 2024.
Nel 2013 il comune di Malmö intraprese una riforma amministrativi dei distretti cittadini, ed Hyllie perse il suo status di distretto autonomo. Il 1º luglio venne unito al quartiere di Limhamn-Bunkeflo per formare il distretto di Väster, cioè "distretto ovest". Anche se la denominazione e i confini del distretto sono cambiati, gli abitanti della zona continuano a riferirsi all'intera area come "Hyllie".
Negli anni 2010 lo sviluppo urbanistico si è fatto più insistente, con la costruzione di numerosi edifici moderni (tra cui alcuni grattacieli, come ad esempio il complesso Point Hyllie), adibiti a uffici, attività commerciali (il più importante è il distretto commerciale Emporia, il più grande della Scandinavia e aperto nel 2012) ma anche a condomini residenziali. Il quartiere ha così subito una forte immigrazione dalla vicina Danimarca, sia di danesi che di stranieri: è consistente il numero di frontalieri che abitano in Svezia ma svolgono la propria attività lavorativa nell'area metropolitana di Copenaghen.
Si stima che nel 2040 il quartiere raggiungerà 40 000 abitanti, congiungendosi fisicamente con i villaggi e i quartieri di Vintrie, Elinelund, Kroksbäck, Holma, Lindeborg e Svågertorp. Alcuni di essi rientravano già entro i confini amministrativi del distretto di Hyllie.

## Suddivisioni
Fino alla riforma amministrativa municipale, avvenuta nel 2013, l'ex distretto di Hyllie era a sua volta suddiviso in 14 quartieri:

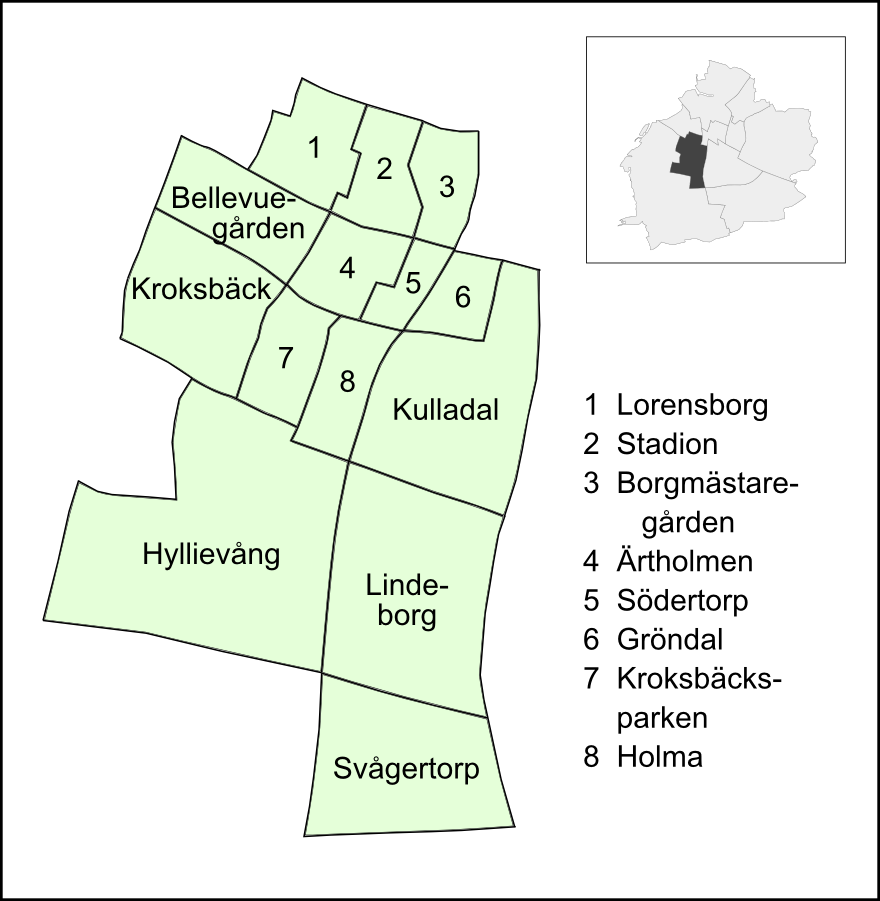
Suddivisioni di Hyllie

1. Lorensborg
2. Stadion
3. Borgmästaregården
4. Ärtholmen
5. Södertörp
6. Gröndal
7. Kroksbäcksparken
8. Holma
9. Bellevuegården
10. Kroksbäck
11. Kulladal
12. Lindeborg
13. Hyllievång
14. Svågertorp